# Salvatore Avallone
Pour les articles homonymes, voir Avallone.
Salvatore Avallone (né le 30 août 1969 à Salerne en Italie) est un joueur de football italien, qui jouait au milieu de terrain.
Il est aujourd'hui directeur sportif.

## Biographie

### Club
Il doit sa notoriété à la victoire en Coupe UEFA 1989-90 avec la Juventus Football Club. À la 72e minute de la finale retour contre la Fiorentina, l'entraîneur Dino Zoff le fait entrer en jeu à la place de Rui Barros, seulement quelques semaines après ses débuts dans la compétition, en quarts-de-finale retour contre Hambourg SV.

### Après-carrière
Suivant sa retraite de joueur, il devient le directeur sportif du club du Salernitana Calcio 1919, équipe de Serie B, avant de prendre la tête du club de Messine en compagnie d'Angelo Fabiani en Serie D.
Durant la saison 2010-2011, il est le nouveau directeur sportif de Sorrente Calcio.

## Palmarès
- Coupe UEFA : 1

Juventus : 1989-1990